# オールスター大集合!一発勝負で賞金ゲット!イライラゲームランド
『オールスター大集合!一発勝負で賞金ゲット!イライラゲームランド』（ - だいしゅうごう いっぱつしょうぶ - しょうきん - ）は、2006年9月5日のカスペ!枠19:00～20:54にフジテレビ系列で放送されたバラエティ番組である。

## 出演者

### MC
- 内村光良（ウッチャンナンチャン）

### サブMC
- 次長課長

### 実況
- 田淵裕章（フジテレビアナウンサー）

### スタジオゲスト
3人1チームになり挑戦。
- チーム和田 - 和田アキ子
- チーム瀬川 - 瀬川瑛子
- チーム男気
- チーム美女（山口もえ、眞鍋かをり）と野獣（土田晃之）
- チーム巨乳
- チームハロプロ - 飯田圭織、里田まい、辻希美
- チームめざまし - T.N.ai

### 出張ゲームゲスト
ユースケ・サンタマリア。

## ゲームの種類
- ギリギリスティックキャッチ
- ハラハラローリングポケット」
- ドキドキUターンボウリング」
- イライラゴールデンBOX
- 内村発案。